# Zádolí (Trnov)
Zádolí (německy Sadol) je malá vesnice, část obce Trnov v okrese Rychnov nad Kněžnou. Nachází se asi 1,5 km na západ od Trnova. V roce 2009 zde bylo evidováno 26 adres. V roce 2001 zde trvale žilo 45 obyvatel.
Zádolí leží v katastrálním území Zádolí u Trnova o rozloze 1,85 km2.

## Historie
První písemná zmínka o obci pochází z roku 1542.

## Pamětihodnosti
- stodola a špýchar u čp. 4

## Galerie

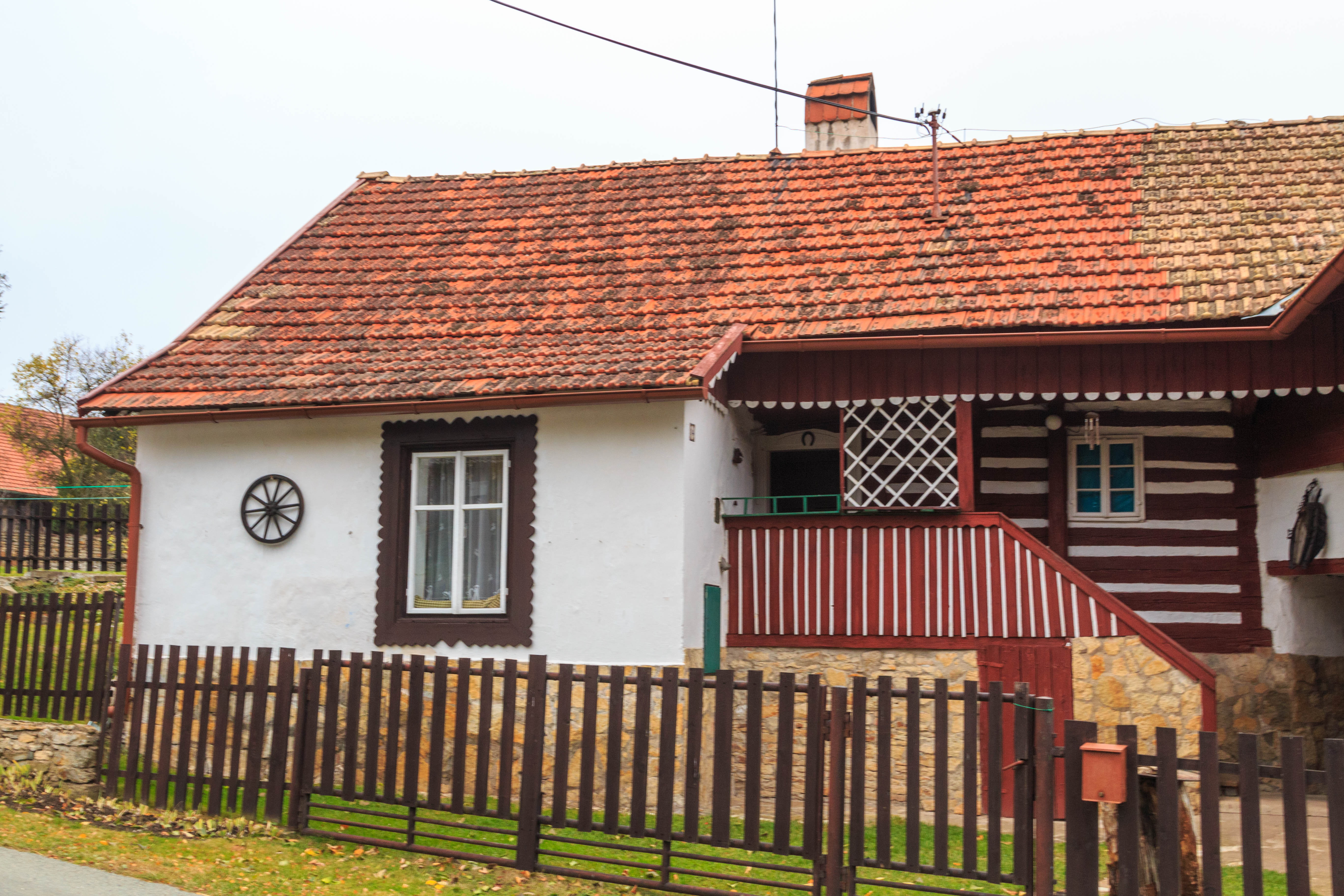
Zádolí u Trnova - č. 14
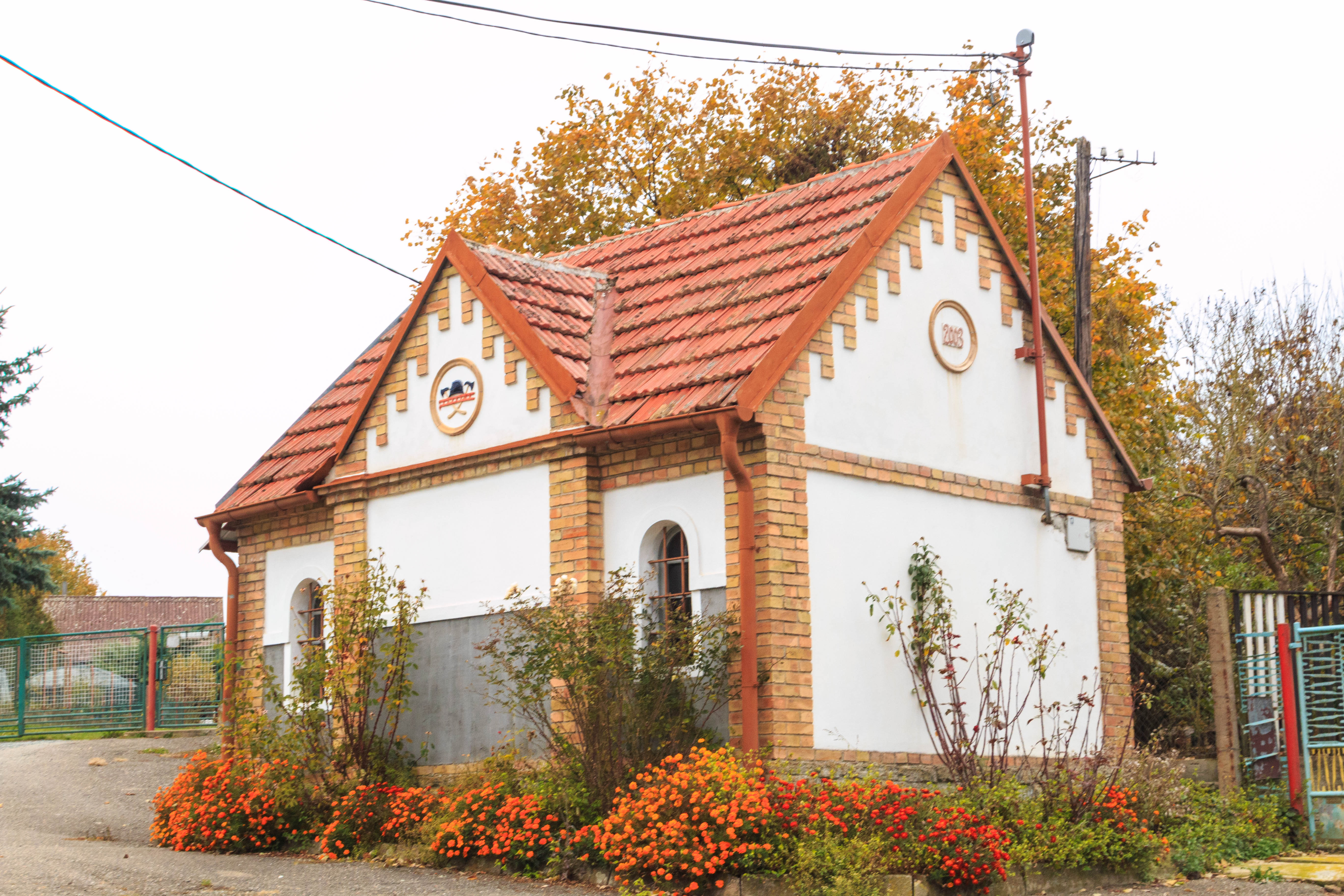
Zádolí u Trnova - hasičská zbrojnice
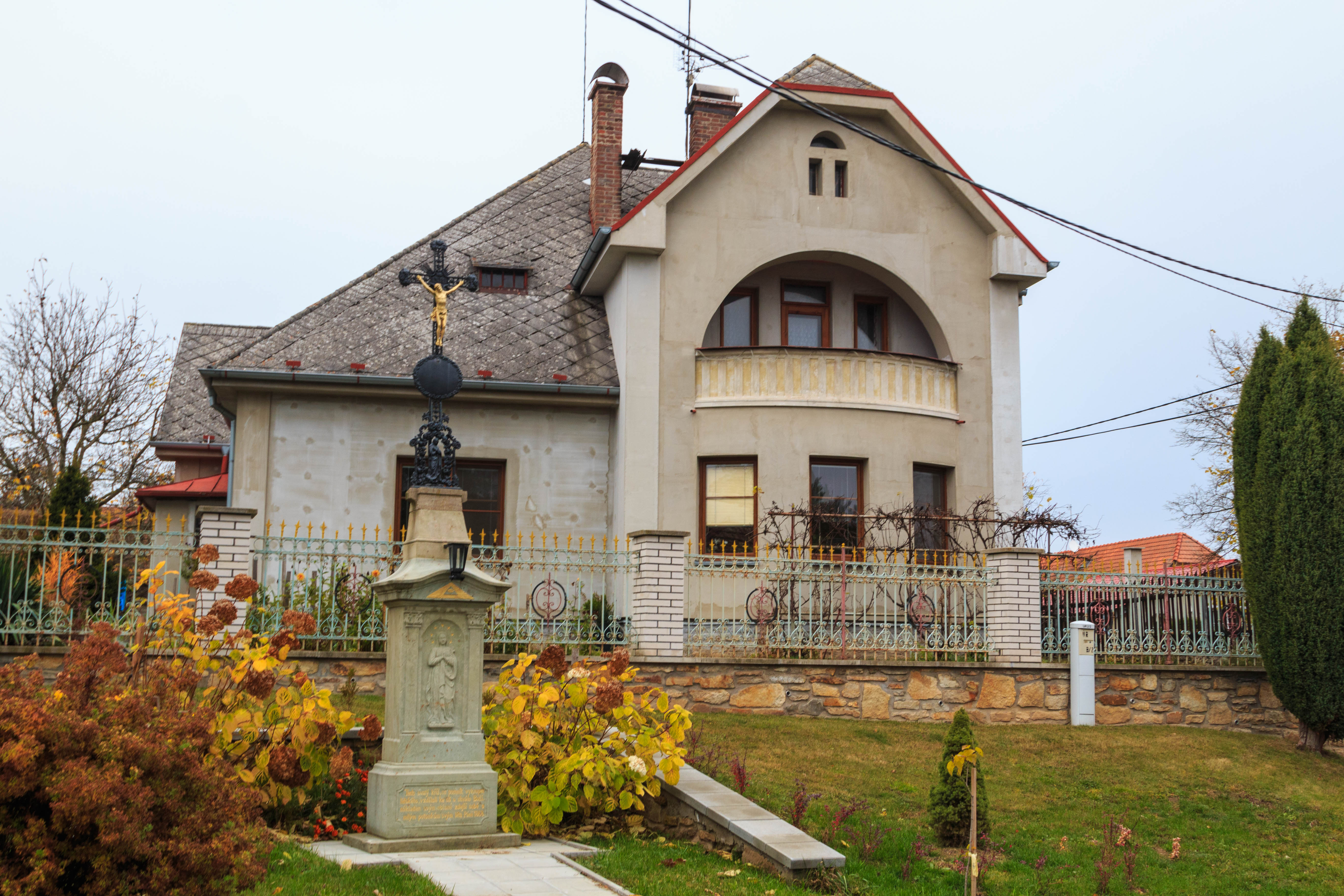
Zádolí u Trnova - kříž u čp. 23
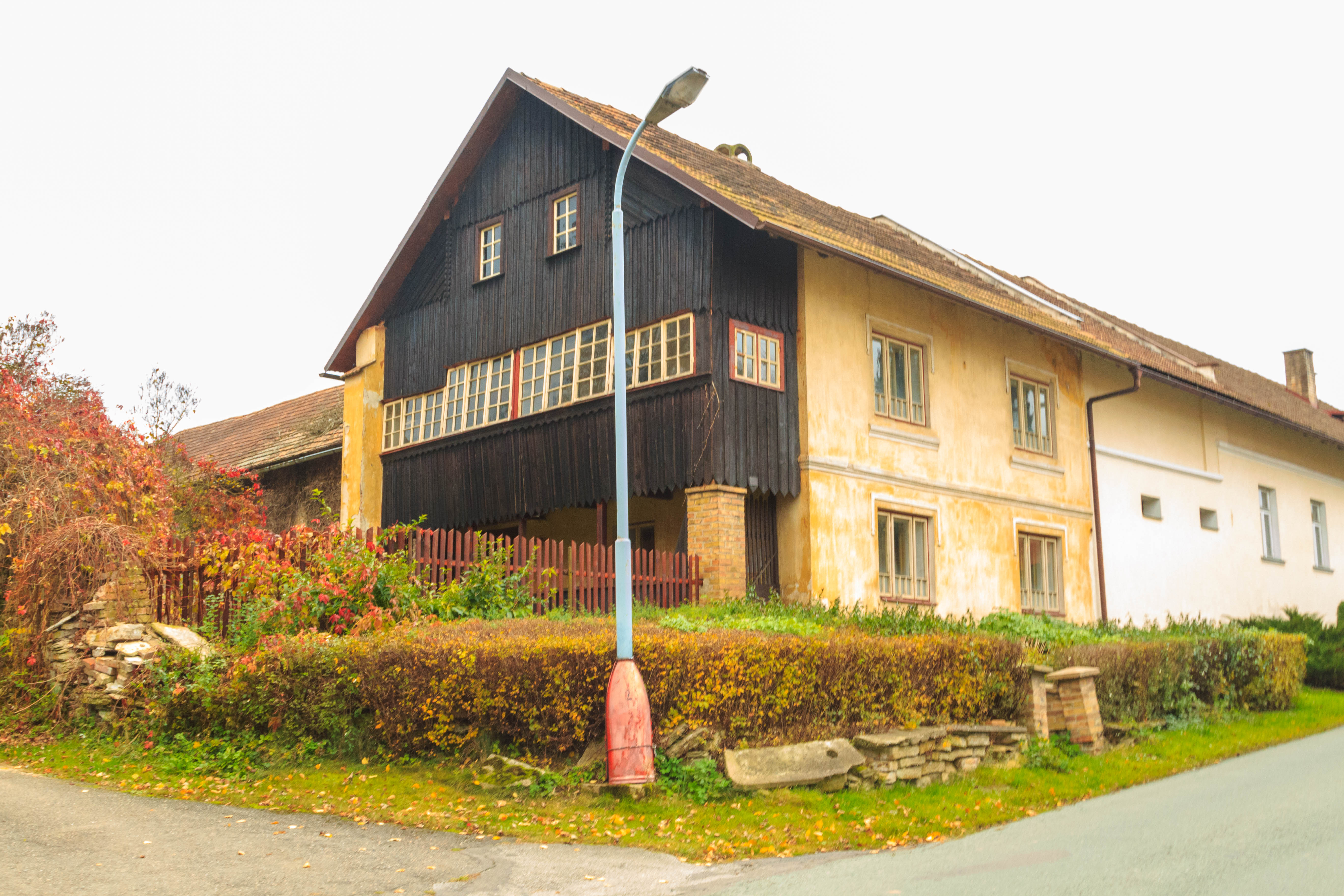
Zádolí u Trnova - čp. 30